# Chen Guangbiao

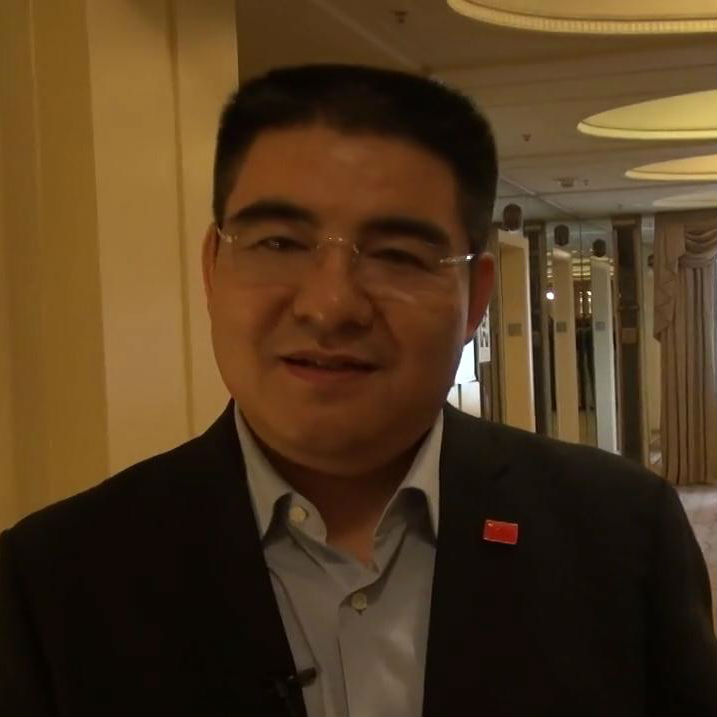
Retrato de Chen Guangbiao

Chen Guangbiao (en chino, 陈光标; Sihong, Jiangsu, julio de 1968) es un empresario del reciclaje y filántropo chino. Es miembro del Partido Zhi Gong de China.
Es el fundador y presidente de Jiangsu Huangpu Renewable Resources Company Limited, que se estima en un valor de 810 millones de dólares de los Estados Unidos según la firma de investigación de riqueza Hurun Report, si bien Forbes estima su fortuna en 400 millones.
Se dio a conocer en China para rescatar personalmente trece personas y dar millones de dinero a la asistencia de los afectados del terremoto de Sichuan de 2008. Forbes lo eligió como uno de los 48 principales filántropos de la región de Asia-Pacífico tanto en 2008 como en 2009. Chen es también conocido por su afición a trampas publicitarios. En enero de 2014 apareció en los medios internacionales para anunciar su intención de comprar The New York Times.